# Virtanen (cràter)

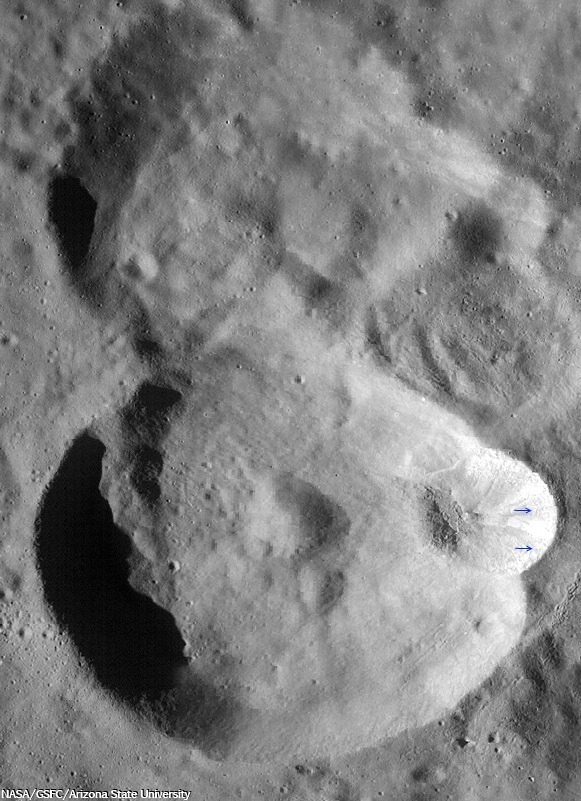
Fotografia de la missió Lunar Reconnaissance Orbiter

Virtanen és un cràter d'impacte lunar que es troba al nord-est del cràter més gran Sharonov, i a l'est d'Anderson. Pertany a la cara oculta de la Lluna, per la qual cosa no es pot veure directament des de la Terra.

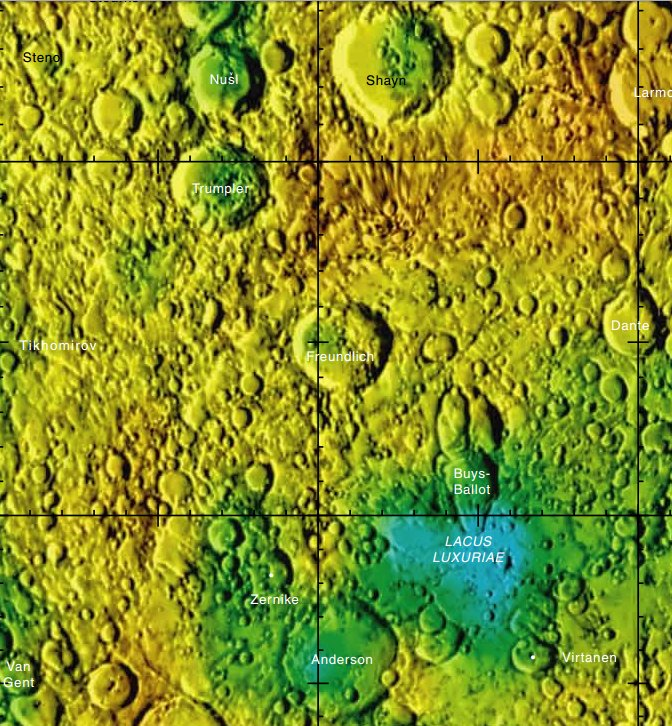
Localització de Virtanen (angle inferior dret de la imatge)

Aquest cràter té una vora gairebé circular, amb una paret interior relativament estreta i una petita elevació prop del punt central. Un petit cràter a prop de la vora oriental es troba en el focus d'un petit sistema de marques radials que cobreix gran part de Virtanen i els seus voltants. Els rajos són tènues i una mica asimètrics, amb una distribució molt més extensa a l'oest. En l'origen dels rajos es localitza una zona brillant de la superfície, amb una albedo superior.
|  |  |

El cràter es troba dins de la Conca Freundlich-Sharonov.

## Cràters satèl·lit
Per convenció aquests elements són identificats en els mapes lunars posant la lletra en el costat del punt central del cràter que està més proper a Virtanen.
|          | \| Virtanen \| Coordenades \| Diàmetre \| \| -------- \| ---------------------------------------- \| -------- \| \| B \| 17° 50′ N, 177° 54′ E / 17.83°N,177.9°E \| 27.3 km \| \| C \| 17° 17′ N, 178° 12′ E / 17.28°N,178.2°E \| 19.7 km \| \| F \| 15° 47′ N, 177° 19′ E / 15.79°N,177.32°E \| 11.6 km \| \| J \| 14° 02′ N, 178° 04′ E / 14.03°N,178.06°E \| 19.9 km \| \| Z \| 16° 45′ N, 176° 40′ E / 16.75°N,176.66°E \| 34.1 km \| |          |
| Virtanen | Coordenades | Diàmetre |
| B        | 17° 50′ N, 177° 54′ E / 17.83°N,177.9°E | 27.3 km  |
| C        | 17° 17′ N, 178° 12′ E / 17.28°N,178.2°E | 19.7 km  |
| F        | 15° 47′ N, 177° 19′ E / 15.79°N,177.32°E | 11.6 km  |
| J        | 14° 02′ N, 178° 04′ E / 14.03°N,178.06°E | 19.9 km  |
| Z        | 16° 45′ N, 176° 40′ E / 16.75°N,176.66°E | 34.1 km  |